# Magyarcsernye
Magyarcsernye (szerbül Нова Црња / Nova Crnja) város és község Szerbiában, a Vajdaságban, a Közép-bánsági körzetben, az azonos nevű község központja.

## Fekvése
Nagybecskerektől északkeletre, a szerb-román határ közelében fekvő település.

## A község települései
Magyarcsernye községhez a következő települések tartoznak (zárójelben a szerb név szerepel):
- Bozitópuszta (Александрово / Aleksandrovo)
- Klári (Радојево / Radojevo)
- Leónamajor (Војвода Степа / Vojvoda Stepa)
- Magyarcsernye (Нова Црња / Nova Crnja)
- Szerbcsernye (Српска Црња / Srpska Crnja)
- Tóba (Тоба / Toba)

Magyarcsernye és Tóba magyar, a többi település szerb többségű.

## Története
Magyarcsernye a zsombolyai uradalomhoz tartozó Buzitova nevű pusztán alakult ki.
1798-ban Csekonics József tábornok, Szeged környéki kertészeket telepített ide. Az itt kialakult telep kezdetben csak kisszámú családból állott. A Rácz-Czernyától egy órányira fekvő települést hol Buzitovának, hol Magyar-Czernyának nevezték.
1824-től, Csekonics József tábornok halála után, a település földesura Csekonics János lett, aki igyekezett a pusztából rendes falut kialakítani, ezért 1828-ban tehát Csősztelekről újabb magyar telepeseket hívott Buzitovára, és az újonnan idetelepülőkkel az uradalom 1829-ben 30 évre új szerződést kötött, melynek értelmében a szerződő telepítvényesek minden hold föld után évenként 3 pengő forintot tartoznak fizetni.
1828-ban iskolaházat építtetett a község, mely ideiglenes imaházul is szolgált. Egy évre rá, 1829-ben keletkezett a plébániája is, majd 1842-ben  Csekonics János az alapkövet is letette a templomhoz, mely 1844-ben el is készült.
1831-ben nagy kolerajárvány pusztított a faluban. Ekkor az elhaltak száma 392 volt.
1849. január 21-én az egész lakosság a Maroson túlra menekült a közeledő szerviánusok elől. Mivel az ellenség az egész helységet üresen találta, azt kirabolta és felgyújtotta. Ekkor égett el a plébánia levéltára is. 
Az elmenekült magyar lakosság csak 1849. május 7-én tért vissza elhagyott otthonaiba.
1849. júliusában ismét a kolera pusztított a településen, amely augusztus hónapban 87 áldozatot követelt.
1863-ban nagy volt az ínség, minek ideje alatt Csekonics János földesúr a szűkölködők között naponként 30 kenyeret osztatott szét és 5600 mérő búzát és 5000 forintot adott nekik kölcsönképen.
1869-1872. között nagy árvizek borították el a határt, még a szomszédos községeket is csak csónakon lehetett megközelíteni.
1906-ban újabb nagy tűzvész pusztított a településen.
1910-ben 4138 lakosából 3849 magyar, 127 német, 107 szerb volt. Ebből 3960 római katolikus, 108 görögkeleti ortodox volt.

## Népesség

### Demográfiai változások
| 1948 | 1953 | 1961 | 1971 | 1981 | 1991 | 2002 | 2011 |
| ---- | ---- | ---- | ---- | ---- | ---- | ---- | ---- |
| 3185 | 3310 | 3317 | 2911 | 2739 | 2353 | 1861 | 1509 |

## Testvértelepülései
- Nagyszénás, Magyarország
- Bakonycsernye, Magyarország
- Lőrincfalva, Románia